# S-Bahn Bern
Die S-Bahn Bern (französisch RER Berne) wickelt mit rund 100'000 Reisenden täglich einen Grossteil des regionalen öffentlichen Verkehrs in der Agglomeration Bern ab. Ab 1995 wurde damit begonnen, die Regionalzüge als S-Bahn anzuschreiben. Allerdings existierte bereits ab 1974 ein S-Bahn-mässiger Taktverkehr auf den Strecken nach Solothurn, Worb und Zollikofen; seit 1987 gab es die Durchmesserlinie von Thun nach Laupen beziehungsweise Freiburg. 1995 kam die zweite Durchmesserlinie (S2: Schwarzenburg–Trubschachen) hinzu. Die nächste Erweiterung stand 1997 an, als die Durchmesserlinien S3 Biel–Belp und S4/S44 Bern Bümpliz Nord–Burgdorf und weiter in Betrieb genommen wurden. Ausserdem wurden die restlichen normalspurigen Regionalzugsleistungen als S33, S5, S51 und S55 bezeichnet. Seit dem Fahrplanwechsel im Dezember 2004 sind auch die Schmalspur-Strecken des RBS als S7, S8 und S9 in das S-Bahn-Nummernsystem integriert. Auf den Fahrplanwechsel 2008 wurden die Linienverknüpfungen neu gestaltet, die S11, S22 und S33 entfielen, neu dazu kamen die S52 und die S6.
Mit circa neun Millionen Zugskilometern jährlich ist die S-Bahn Bern die zweitgrösste S-Bahn der Schweiz. Das Streckennetz ist in etwa deckungsgleich mit der Metropolregion Bern.

## Vorläufer
Bereits am 31. Mai 1964 führte die RBS-Vorgängergesellschaft Vereinigte Bern–Worb-Bahnen (VBW) auf der Bahnstrecke Worb Dorf–Worblaufen den schweizweit ersten Taktfahrplan ein. Dieser wurde zum 26. Mai 1974 schliesslich auch auf die Strecken Zollikofen–Bern und Solothurn–Worblaufen ausgedehnt, wodurch unter der Bezeichnung Plan 74 der erste integrale Taktfahrplan (ITF) des Landes entstand. Gleichzeitig wurden auch feste Linienbezeichnungen und Kennfarben eingeführt, wobei letztere teilweise bis heute gelten. Es verkehrten folgende vier Linien, wobei kurzgeführte Kurse zusätzlich mit einem rot gestrichenen Liniensignal gekennzeichnet waren:
| Linie J  | schwarz | Bern–Jegenstorf (–Solothurn)                                   | ursprünglich Linien S beziehungsweise S, heute Linie S8 |
| Linie SE | grün    | Bern–Solothurn, Eilzüge ohne Halt zwischen Bern und Jegenstorf | heute als RegioExpress-Züge (RE)                        |
| Linie W  | orange  | Bern–Worb Dorf                                                 | heute Linie S7                                          |
| Linie Z  | rot     | Bern–Unterzollikofen                                           | heute Linie S9                                          |

## Linien und Rollmaterial
Die S-Bahn Bern besteht aus 13 Linien. Auf gewissen Abschnitten ergänzen sich mehrere Linien zu einem Viertel- oder Halbstundentakt. Mit Ausnahme der S31, die nur montags bis freitags, von 6 bis 21 Uhr, fährt, und den nur in den Hauptverkehrszeit verkehrenden S11, S21, S22 und S46 verkehren alle Linien mindestens stündlich. Zusätzlich verkehren auf bestimmten Teilabschnitten Verstärker ohne Liniennummer, die teilweise nicht alle Zwischenhalte bedienen.
| Linie | Strecke                                                                   | Rollmaterial                                               | Besonderheiten |
| ----- | ------------------------------------------------------------------------- | ---------------------------------------------------------- | --- |
| S 1   | Thun – Münsingen – Bern – Flamatt – Fribourg/Freiburg                     | BLS RABe 515 (MUTZ)                                        | |
| S 11  | Thun – Münsingen – Ostermundigen – Bern                                   | BLS RABe 515 (MUTZ)                                        | Verkehrt nur in den HVZ am Morgen und nur in Richtung Bern verkehrt nur Montag–Freitag, während HVZ am Morgen zwei mal, ohne Halt bis Münsingen |
| S 2   | Langnau i. E. – Konolfingen – Bern – Flamatt – Laupen BE                  | BLS RABe 528 (MIKA)                                        | |
| S 21  | Thun – Steffisburg – Oberdiessbach – Konolfingen                          | BLS RABe 535 (Lötschberger)                                | Verkehrt nur Montag-Freitag, am Morgen, Mittag und Abend verkehrt nur Montag–Freitag, während HVZ                                               |
| S 22  | Langnau i. E. – Signau – Konolfingen – Bern                               | BLS RABe 535 (Lötschberger)                                | Verkehrt nur in den HVZ ein Mal pro Tag pro Richtung verkehrt nur Montag–Freitag, während HVZ                                                   |
| S 3   | Belp – Bern – Lyss – Biel/Bienne                                          | BLS RABe 515 (MUTZ)                                        | |
| S 31  | Belp – Bern – Münchenbuchsee (– Lyss – Biel/Bienne)                       | BLS RABe 515 (MUTZ)                                        | verkehrt nur Montag–Freitag, während HVZ bis Biel/Bienne                                                                                        |
| S 35  | Kerzers – Kallnach – Aarberg – Lyss                                       | BLS RBDe 565 oder BLS RBDe 566 II                          | ist in Kerzers mit der S52 verknüpft |
| S 36  | Lyss – Dotzigen – Büren a. A.                                             | BLS RABe 528 (MIKA)                                        | verkehrt in den HVZ im 30 Minuten-Takt |
| S 37  | Biel/Bienne – Ipsach – Täuffelen – Ins                                    | asm                                                        | |
| S 4   | Thun – Belp – Bern – Burgdorf – Langnau i. E.                             | BLS RABe 528 (MIKA)                                        | |
| S 41  | Thun – Konolfingen – Burgdorf – Solothurn                                 | BLS RABe 535 (Lötschberger)                                | |
| S 42  | Konolfingen – Grosshöchstetten – Walkringen – Hasle-Rüegsau               | BLS RABe 525 (NINA)                                        | einzelne Kurse verkehren bereits ab/bis Burgdorf, hält zeitweise in Bigenthal und Schafhausen i. E.                                             |
| S 43  | Thun – Steffisburg – Oberdiessbach – Konolfingen                          | BLS RABe 525 (NINA)                                        | |
| S 44  | Thun – Belp – Bern – Burgdorf (Flügelung) – Sumiswald-Grünen / Solothurn  | BLS RABe 525 (NINA) und BLS RABe 535 (Lötschberger)        | |
| S 45  | Ramsei – Grünenmatt – Sumiswald-Grünen                                    | BLS RABe 525 (NINA)                                        | |
| S 46  | Solothurn – Burgdorf – Zollikofen – Ostermundigen                         | BLS RABe 525 (NINA)                                        | verkehrt nur 1 Mal am Tag und nur in diese Richtung verkehrt nur Montag–Freitag, ein Zug während HVZ am Morgen                                  |
| S 5   | Bern – Kerzers (Flügelung) – Neuchâtel / Murten/Morat – Avenches          | BLS RABe 525 (NINA)                                        | während HVZ bis Payerne |
| S 51  | Bern – Bern Brünnen Westside                                              | BLS RBDe 565 oder BLS RBDe 566 II oder BLS RABe 528 (MIKA) | nur bis 27. April 2025 |
| S 52  | Bern – Kerzers (Flügelung) (– Ins – Neuchâtel) / Murten/Morat (– Payerne) | BLS RBDe 565 oder BLS RBDe 566 II                          | während HVZ bis Ins, letzter Zug bis Neuchâtel                                                                                                  |
| S 6   | Bern – Köniz – Schwarzenburg                                              | BLS RABe 515 (MUTZ) oder BLS RABe 528 (MIKA)               | |
| S 7   | Bern – Bolligen – Worb Dorf                                               | RBS Be 4/10 Worbla                                         | HVZ-Verstärker Bern–Bolligen |
| S 8   | Bern – Jegenstorf (– Solothurn)                                           | RBS Be 4/12 Seconda                                        | zu Randzeiten statt RegioExpress bis Solothurn                                                                                                  |
| S 9   | Bern – Unterzollikofen                                                    | RBS Be 4/12 Seconda, Worbla                                | ab 21.00 Uhr durch RBS-Buslinie 34 ersetzt |

## Partner
Die S-Bahn Bern wird im Auftrag des Kantons Bern, seiner Nachbarkantone und des Bundes gemeinsam betrieben von den Bahngesellschaften
- BLS AG (BLS)
- Regionalverkehr Bern–Solothurn (RBS)
- Aare Seeland mobil (asm)

Zum Fahrplanwechsel am 12. Dezember 2004 haben sich die Schweizerischen Bundesbahnen (SBB) aus dem S-Bahn-Betrieb in Bern zurückgezogen, haben aber dafür den Fernverkehr der BLS vollständig übernommen. Ab dem Fahrplanwechsel 2011 verkehrten die SBB jedoch mit RegioExpress-Zügen von/bis Bern, wobei diese Linien vorher als InterRegio geführt wurden. Diese Linien werden heute wieder als InterRegios von der BLS geführt.
Im Dezember 2020 hat die BLS den Auftrag (Konzession) für weitere zehn Jahre, bis zum 14. Dezember 2030, erhalten. Ab dem Fahrplanwechsel vom 15. Dezember 2024 setzt die SBB werktags zwei Intercity-Zusatzzüge ein, welche am Bahnhof Bern Wankdorf halten und die Fahrzeit zwischen Zürich Hauptbahnhof und Wankdorffeld verkürzen.